# Tipula schildeana
Tipula schildeana är en tvåvingeart som beskrevs av Alexander 1945. Tipula schildeana ingår i släktet Tipula och familjen storharkrankar.
Artens utbredningsområde är Costa Rica. Inga underarter finns listade i Catalogue of Life.